# C7H5IO2
化学式C7H5IO2（摩尔质量：248.018 g/mol）可能指：
- 1-碘-3,4-亚甲基二氧苯，CAS号：5876-51-7
- 碘苯甲酸
  - 2-碘苯甲酸，CAS号：88-67-5 
  - 3-碘苯甲酸，CAS号：618-51-9 
  - 4-碘苯甲酸，CAS号：619-58-9
- 羟基碘苯甲醛
  - 4-碘-3-羟基苯甲醛，CAS号：135242-71-6

|  | 这个同类索引页列出了具有相同分子式的化学物（即同分異構體）条目。 除非您是有意链接至本页，否则应将相应条目的内部链接指向正确的条目。 |